# Sweet Heart Sweet Light
Sweet Heart Sweet Light je sedmé studiové album anglické spacerockové skupiny Spiritualized. Vydáno bylo 16. dubna 2012 jako jediné album této kapely, které vydala společnost Double Six Records. Desku produkoval frontman kapely Jason Pierce a její nahrávání probíhalo během dvou let ve třech různých městech. Album se původně mělo jmenovat Huh? (což nakonec zůstalo i na jeho předním obalu, kde se výsledný název vůbec neobjevuje).

## Seznam skladeb
1. Huh? (Intro) – 1:00
2. Hey Jane – 8:51
3. Little Girl – 3:43
4. Get What You Deserve – 6:47
5. Too Late – 3:45
6. Headin' for the Top Now – 8:22
7. Freedom – 4:31
8. I Am What I Am – 4:37
9. Mary – 6:11
10. Life Is a Problem – 4:02
11. So Long You Pretty Thing – 7:49

## Obsazení
Spiritualized
- J. Spaceman – zpěv, kytara, varhany, melodika, harmonika, zvonkohra
- Tony „Doggen“ Foster – kytara, baskytara
- Kevin Bales – bicí
- Tom Edwards – klavír, varhany, elektrické piano, perkuse, tympány

Ostatní hudebníci
- Poppy Spaceman – zpěv
- John Coxon – kytara
- Romeo Stodart – banjo, kytara, zpěv
- SJ Selby – zpěv
- Laura Dickenson – zpěv
- Melanie Nyema – zpěv
- Claudia Smith – zpěv
- Maria Huld Markan Sigfúsdóttir – smyčce
- Hildur Ársælsdóttir – smyčce
- Edda Rún Ólafsdóttir – smyčce
- Sólrún Sumarliðadóttir – smyčce
- Emily Pringle – smyčce
- Sali-Wyn Ryan – smyčce
- Henrietta Ridgeon – smyčce
- Laura Anstee – smyčce
- Hildur Ársælsdóttir – pila
- Ben Edwards – trubka
- James Adams – pozoun, baspozoun
- Finn Peters – tenorsaxofon, flétna
- Evan Parker – altsaxofon
- Tony Bevan – tenorsaxofon
- Osnat Schmool, Rathi Kumar, Ashleigh Thompson, Bukky Abdul, Cathy Manning, Deborah Wilkes, Ian Jeanes, James Dee, Jeanette Bossman, Karyma Ellis, Kat Koch, Lauren Dyer, Louise Murphy, Lucy Bryant, Monika Pomeroy, Nicola Simpson, Phoenix Martins, Pippasha Khan, Rosie Blissett, Sandra Townsend, Sarah Dean, Sarah Wright, Simon Prag, Stefan Vitalis, Stuart Homer-Wright, Victoria Owusu, Usman Saidu – sbor